# Шольц, Гельмут (политик)
Гельмут Шольц (нем. Helmut Scholz; род. 21 июня 1954, Берлин) — немецкий политик, член Левой партии. С июля 2009 года является депутатом Европейского парламента.

## Биография
Гельмут Шольц — сын политика ГДР Пауля Шольца и его супруги Лизелотты, медсестры и учительницы. В 1972 году окончил школу в Кёнигс-Вустерхаузене и с 1974 года обучался в МГИМО. Вернувшись в ГДР, Гельмут Шольц работал в Министерстве иностранных дел ГДР, затем в 1983—1986 годах — в посольстве ГДР в КНР. Состоял членом СЕПГ.
В 1990-е годы занимался развитием международных связей Партии демократического социализма. В 1991—1992 годах входил в состав правления ПДС, в 2006—2008 годах — правления Левой партии. Шольц также входит в состав правления Европейских левых.
На выборах в Европейский парламент 2009 года кандидатура Шольца занимала 8-ю строчку федерального списка партии. В Европейском парламенте Гельмут Шольц входит в комитет по международной торговле и является заместителем пресс-секретаря делегации Левой партии в Европарламенте.